# Palaeorhiza callimoides
Palaeorhiza callimoides är en biart som beskrevs av Hirashima 1988. Palaeorhiza callimoides ingår i släktet Palaeorhiza och familjen korttungebin. Inga underarter finns listade i Catalogue of Life.